# Hornito (Panama)
Pour les articles homonymes, voir Hornito.
Hornito est un corregimiento situé dans le district de Gualaca, province de Chiriquí, au Panama. En 2010, la localité comptait 1 230 habitants.